# Castelo de Pogradec

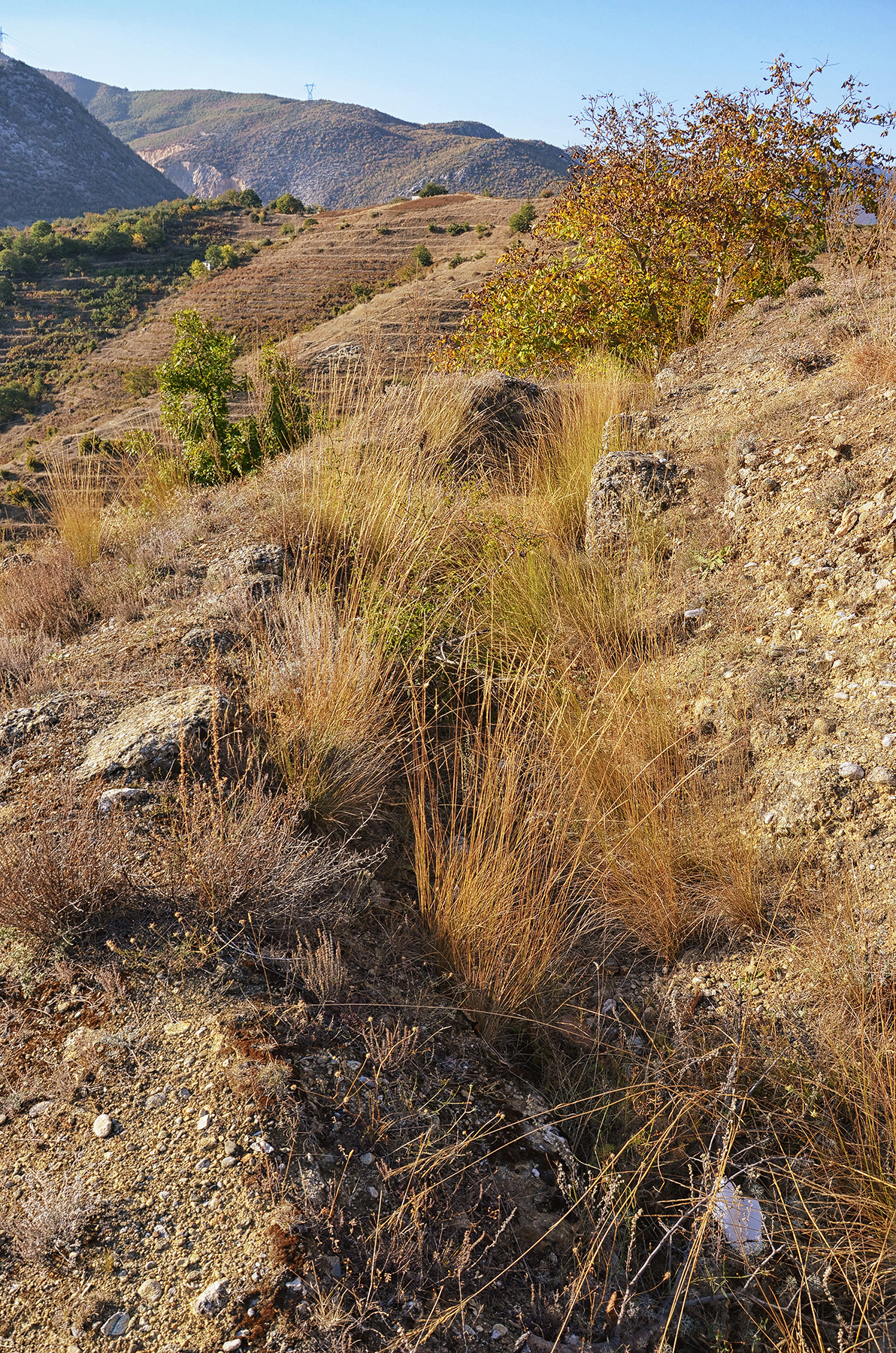
Ruínas das muralhas do Castelo de Pogradec, cobertas por terra e grama

Castelo de Pogradec (em albanês:  Kalaja e Pogradecit) é um castelo em ruínas em Pogradec, no leste da Albânia. No seu ponto mais alto, atinge 205 metros acima do Lago Ohrid.